# 朱慎鐳
永和恭懿王朱慎鐳（1572年—1598年），一作朱慎镏，号恒南，明朝永和庄定王朱新墥庶次子。
隆庆六年（1572年）朱新墥薨，长子早夭。万历二年（1574年）九月，明神宗准许永和郡王仍旧袭封。朱慎镭只有三岁，不适合袭封。十一月，因庄定王遗孀王氏请求，朱慎镭被封为长子暂管府事。五年（1577年）四月，神宗遣使册封朱慎镭袭封永和王。六年（1578年）四月，遣翰林院侍讲韩世能等持节册封南城兵马副指挥张檀夫之女为永和王妃。九月，封朱慎镭生母张氏为庄定王次妃，仍照例不给诰命冠服、身后祭葬。
万历八年（1580年）七月，礼部称按宗藩事例，晋府宁化、庆成、永和三王府系明太祖亲孙始封，钦拨军较与其他郡王人数不同。神宗准奏。
朱慎鐳创建宗会青蓮诗社。
万历二十六年（1598年），薨，谥恭懿。十一月，诏其庶第二子朱敏䨟管理府事。二十九年（1601年），朱敏䨟袭封为永和王。